# DR V 3602
Die V 3602 der Deutschen Reichsbahn (DR) war ein 1925 hergestelltes Versuchsexemplar für eine Diesellokomotive mit hydrostatischer Kraftübertragung.

## Geschichte
Die Lokomotive entstand für eine Leistungsgruppe oberhalb der Kleinlokomotiven und war für die Beförderung von leichten Personenzügen gedacht. Als Kraftübertragung war, da zu der Zeit der hydrodynamische Antrieb noch nicht serienreif war, eine Lösung mit hydrostatischem Antrieb gewählt worden, der sich zu der Zeit schon als Übertragungselement in verschiedenen Verarbeitungsmaschinen der Papierindustrie bewährt hatte.
Die Kennlinie dieser Getriebe ließ vermuten, dass sie sich auch für eine stufenlose Übertragung für Schienenfahrzeuge verwenden lassen könnten. Während auf der Eisenbahntechnischen Ausstellung in Seddin bereits eine B-gekuppelte Verschublokomotive mit diesem Antrieb präsentiert wurde, wurde zur gleichen Zeit eine Diesellokomotive mit gleicher Leistungsübertragung, aber der Achsfolge 1'B für die Deutsche Reichsbahn zur Erprobung des hydrostatischen Antriebes gebaut. Als wesentlichen Vorteil gegenüber der dieselmechanischen Leistungsübertragung versprach man sich die völlige Trennung des Antriebsmotors von den Treibachsen, das absolut ruckfreie Anfahren und die Umsteuerung der Fahrtrichtung ohne Anhalten der Lokomotive.
Die Lokomotive verwendete ein Getriebe der Bauart Schwartzkopff-Huwiler, das bei der Technischen Hochschule Dresden in zahlreichen Dauerversuchen getestet wurde und bei dem dabei ein Wirkungsgrad von 83 % ermittelt wurde. Nachdem die Lokomotive ausführlich auf den Gleisen des Herstellers getestet wurde, wurden mit ihr mehrere Testfahrten auf der Scharmützelseebahn durchgeführt. Dabei konnten ohne Einsatz der pneumatischen Bremse die Lok in 10 bis 15 s angehalten und ohne Halt sofort die Fahrtrichtung gewechselt werden. Weitere Testergebnisse sind von ihr nicht bekannt. Wahrscheinlich ließ sich der weitere Betrieb der Lokomotive hinsichtlich Betriebskosten und Unterhaltungsaufwand trotzdem nicht rentabel gestalten, denn sie wurde nach kurzer Betriebszeit wieder ausgemustert.

## Technische Beschreibung
Die Lokomotive war eine Einrahmenlokomotive. Der genietete Blechrahmen besaß Ausschnitte für die Radsätze und die Blindwelle. Er war als Innenrahmen ausgeführt; den erforderlichen Halt gaben ihm die Pufferbohlen und verschiedene Querversteifungen. Zur Abfederung des Rahmens dienten Blattfedern, welche unterhalb der Achslagergehäuse lagen. Die Aufbauten untergliederten sich in drei Teile; der vordere, kürzere Aufbau verbarg die Hydraulikpumpe und die Drehschieber für den hydrostatischen Antrieb. Daran schloss sich der Führerstand mit je einem Führerpult in jeder Fahrtrichtung an. Darunter war der hydrostatische Motor untergebracht. Im hinteren, großen Vorbau waren der Dieselmotor, ein Hilfsmotor mit dem Luftverdichter, eine Schaltkupplung und die Kühlanlage untergebracht. Für eine gute Streckensicht waren die Vorbauten vor den Führerstandsfenstern in der Höhe nach unten versetzt. Als Bremse besaß das Fahrzeug eine indirekt wirkende Druckluftbremse, die als Klotzbremse ausgebildet war und die Treibräder einseitig abbremste.
Die Antriebsanlage bestand aus einem Sechszylinder-Viertakt-Dieselmotor mit einer Leistung von 220 PS und der hydrostatischen Kraftübertragung nach dem System Schwartzkopff-Huwiler. Der Dieselmotor war ein Langsamläufer mit lediglich 450 min−1 und stammte von der WUMAG in Görlitz. Er wurde mit Druckluft angelassen. Die dafür benötigte Druckluft wurde von einem Luftverdichter erzeugt, der von einem Hilfsmotor angetrieben wurde. Über eine schaltbare Kupplung, eine Welle und eine starre Kupplung trieb er die Hydraulikpumpe an, von ihr führte über einen Steuerschieber die Leitung zu dem Radialkolbenmotor, der über ein Zahnradvorgelege die Blindwelle antrieb. Die Last- und Geschwindigkeitsregulierung geschah bei dem System Schwartzkopff-Huwiler ausschließlich über die Betätigung einer Regelhülse in der Hydraulikpumpe. Damit war eine stufenlose Regulierung möglich. Der Drehschieber im Druckölkreislauf steuerte die Fahrtrichtung und konnte bei Bedarf auch als Motorbremse für die Lok verwendet werden.